# Guerra civil romana (432-433)
La guerra civil romana de los años 432 y 433 fue un conflicto bélico ocurrido en el Imperio romano de Occidente que enfrentó a Aecio contra Bonifacio y Gala Placidia por el control del ejército occidental. Se produjo como consecuencia de las maniobras de la augusta para evitar que una personalidad dominante pudiese determinar el gobierno de su hijo menor de edad, Valentiniano III. Tras haber propiciado la caída de Félix en 430 a manos de Aecio, defenestró a este en 432 y lo sustituyó por Bonifacio, más débil políticamente tras su fracaso en África frente a los vándalos. Si bien Aecio aceptó inicialmente su caída, el intento gubernamental de asesinarlo le hizo huir al territorio de los hunos y volver con un ejército formado por guerreros de este pueblo para recuperar su posición. 
Este conflicto entre generales para dilucidar su influencia dentro del gobierno imperial fue una repetición, a menor escala, de la guerra civil librada por Flavio Constancio y Heracliano veinte años antes. 

## Antecedentes
Tras la muerte de Flavio Constancio en 421, ningún militar había conseguido el control completo de las fuerzas militares occidentales. Si bien Castino pareció ocupar inicialmente esa posición, la victoria de Teodosio II contra Juan en la guerra civil de 425, permitió al gobierno oriental imponer el nombramiento de Félix como general en jefe del ejército occidental antes de dejar el gobierno en manos de Gala Placidia y su hijo Valentiniano III. Sin embargo, otros dos generales sobresalían en el Imperio de Occidente: uno era el comes Africae Bonifacio, de lealtad probada a Gala Placidia tras haber conseguido mantener las provincias africanas fuera del alcance de Juan; el otro era Aecio, magister equitum per Gallias, inicial seguidor del usurpador que había sido aceptado en el nuevo gobierno merced a sus tropas hunas y destinado a la Galia para asegurar el control imperial frente a visigodos y francos.
Félix buscó el control de todas las fuerzas militares de Occidente y para ello intentó primero eliminar al semiautónomo Bonifacio en 427, un movimiento que se saldó en fracaso y en su desprestigio político. Tras ello, planeó el asesinato de Aecio en 430 pero, advertido este por Gala Placidia, pudo organizar antes su detención y ejecución lo que hace ver el poco respaldo que le quedaba a Félix dentro del gobierno occidental. La trayectoria de Aecio, por su parte desde 425, había sido notable: consiguió rechazar los intentos de visigodos, francos y alamanes jutungos de aumentar sus territorios a costa del Imperio además de aplastar una rebelión en la provincia de Nórico Ripense. De esta manera, para 432, se había convertido en el líder de las tropas romanas que operaban en sus provincias europeas. De hecho, los hispanos de Gallaecia se dirigieron directamente a él para pedir ayuda militar contra los suevos en lugar de acudir al gobierno central de Rávena.

## Desarrollo

### Sustitución de Aecio por Bonifacio
Para los cálculos de equilibrio de Gala Placidia, Aecio se había vuelto demasiado poderoso y conseguido una base propia de poder en la Galia por lo que, temerosa de que acabase por controlar el gobierno occidental, determinó sustituirlo por Bonifacio, de lealtad probada hacia la regente y más débil políticamente debido a su pasado rebelde y a su fracaso en la guerra contra los vándalos que se libraba en esos momentos. Aprovechó, para ello, que Aecio se encontraba en Italia en 432 debido a su nombramiento como cónsul y lejos de su base de poder con lo que evitaba una posible reacción defensiva por su parte junto al ejército de la Galia similar a la presentada por Bonifacio al mando del de África en 427 y que había desembocado en una guerra civil.

### Bonifacio llega a Italia y se enfrenta a Aecio
La regente envío a Cartago, donde Bonifacio se encontraba en ese momento, los nombramientos oficiales de magister militum y patricio e hizo que viniese a Italia junto a sus bucelarios visigodos, a pesar de que esto suponía debilitar el ejército africano en plena guerra contra los vándalos. El comes Africae llegó a Roma con sus tropas en septiembre de 432 y Aecio, que se encontraba entonces en Rávena y a quien este movimiento le cogió por sorpresa, tuvo la sangre fría de aceptar la pérdida de su cargo y no opuso resistencia.
Bonifacio, ahora comandante supremo del ejército imperial, no regresó a África para continuar la guerra contra los vándalos sino que optó por eliminar al depuesto general. A las puertas del invierno de ese 432, abandonó Roma y se dirigió hacia norte por la Vía Flaminia con sus bucelarios para llegar a Rávena y acabar con él. Aecio fue consciente del peligro que corría y pudo reunir un grupo de seguidores con los que se encaminó hacia el sur para enfrentarse a Bonifacio. La batalla entre ambos se dio a cinco millas de Ariminium (la actual Rímini) y fue la primera y única ocasión en que ambos militares se encontraron cara a cara. Los seguidores de Bonifacio derrotaron a los de su oponente pero no pudieron evitar que su líder fuese herido gravemente por una lanza, parece ser, a manos del propio Aecio.

### Aecio abandona la vida pública
Aecio pudo huir indemne del combate y se dirigió a sus posesiones donde se refugió lejos de la vida pública mientras que Bonifacio murió poco tiempo después de la batalla debido a sus heridas. Gala Placidia optó, entonces, por nombrar a Sebastiano, yerno del fallecido, como nuevo magister militum. Este no dejó en paz al retirado Aecio y organizó su asesinato pero su acción resultó en fracaso. Aecio optó, entonces, por huir; primero se dirigió a Roma donde consiguió embarcarse y continuó por mar hasta llegar a la costa dálmata. Allí, atravesó los territorios romanos sin ser interceptado y poco antes de la primavera de 433, llegó a los dominios de los hunos gobernados, entonces, por Rugila con quien le unía una gran amistad desde los tiempos en que vivió como rehén entre su pueblo. Durante su estancia acordó con ellos la cesión de las provincias de Panonia Valeria y Panonia Primera a cambio de ayuda militar. El control de estas provincias estaba disputado entre los hunos y el Imperio desde su recuperación por este en 427 y no eran defendibles ya por la escasez de tropas imperiales y la multitud de frentes militares abiertos que había que atender.

### Retorno de Aecio con los hunos
Al mando de un ejército de hunos, Aecio retornó a la península italiana. Cruzó los Alpes julianos y para finales del verano de 433 se encontraba cerca de Rávena. Ante su llegada, Gala Placidia intentó recurrir a los federados visigodos de la Galia pero estos rechazaron intervenir en la disputa romana de tal manera que solo tuvo a su disposición los bucelarios de Bonifacio, ahora al mando de Sebastiano, quienes no eran rival frente a las tropas de Aecio.
Sin ninguna opción militar, la augusta no pudo sino llegar a un acuerdo con Aecio: Sebastiano fue destituido y huyó a Constantinopla mientras que Aecio recuperó su puesto de magister militum y quedó como el militar más importante del Imperio, aunque sin el reconocimiento honorífico de patricio que no le sería otorgado hasta 435. Contrajo matrimonio con la viuda de Bonifacio, Pelagia, y tuvo acceso a su fortuna además de heredar el control de los bucelarios visigodos que seguían a su difunto rival.

## Consecuencias y acontecimientos posteriores
Las maniobras de Gala Placidia para evitar tener un jefe militar que influyese en el gobierno de su hijo, si bien tuvieron éxito con Félix, fracasaron completamente con Aecio. Este se convirtió en la personalidad dominante del gobierno durante los siguientes veinte años gracias al control de las tropas hunas hasta que su pérdida llevó a que el hijo de Gala Placidia le asesinase personalmente.
El Imperio vio como un nuevo pueblo, los hunos, se establecía dentro de sus fronteras y añadió las provincias panónicas a las pérdidas territoriales que ya sufría. Además, el conflicto puso en evidencia la casi nula capacidad militar del Imperio en ese momento. Con las tropas romanas destinadas en África, ambos bandos tuvieron que recurrir a aliados federados: visigodos por parte de Gala Placidia y hunos por parte de Aecio lo que tuvo consecuencias inmediatamente ya que los pueblos bárbaros establecidos dentro del Imperio aprovecharon la situación para intentar ampliar sus dominios y esto llevó a continuas guerras dentro de la Galia e Hispania para detener su avance.